# Sweden (Maine)
Sweden ist eine Town im Oxford County des Bundesstaates Maine in den Vereinigten Staaten. Im Jahr 2020 lebten dort 406 Einwohner in 368 Haushalten auf einer Fläche von 77,03 km².

## Geographie
Nach dem United States Census Bureau hat Sweden eine Gesamtfläche von 77,03 km², von der 74,64 km² Land sind und 2,38 km² aus Gewässern bestehen.

### Geographische Lage
Innerhalb des Oxford County liegt Sweden im Süden. Der Plummer Brook und Kezar River fließen durch das Gebiet. Größere Seen sind der Keyes Pond und der Stearns Pond, der mit dem im Süden liegenden Highland Lake verbunden ist. Die Oberfläche des Gebietes ist hügelig, die höchste Erhebung ist der 374 m hohe Winns Hill.

### Nachbargemeinden
Alle Entfernungen sind als Luftlinien zwischen den offiziellen Koordinaten der Orte aus der Volkszählung 2010 angegeben.
- Nordosten: Waterford, 11,2 km
- Südosten: Bridgton, im Cumberland County, 8,9 km
- Südwesten: Fryeburg, 13,4 km
- Nordwesten: Lovell, 10,2 km

### Stadtgliederung
In Sweden gibt es zwei Siedlungsgebiete: East Sweden und Sweden.

### Klima
Die mittlere Durchschnittstemperatur in Sweden liegt zwischen −7,8 °C (18 °F) im Januar und 20,5 °C (69 °F) im Juli. Damit ist der Ort gegenüber dem langjährigen Mittel Maines um etwa 2 Grad kühler. Die Schneefälle zwischen Oktober und Mai liegen mit deutlich mehr als zwei Metern (bei einem Spitzenwert im Januar von knapp 50 cm) ungefähr doppelt so hoch wie die mittlere Schneehöhe in den USA. Die tägliche Sonnenscheindauer liegt am unteren Rand des Wertespektrums der USA.

## Geschichte
Das Stadtgebiet liegt im traditionelles Siedlungsgebiet der Abenaki, die ihren Hauptort im Pequawket (heute Fryeburg) hatten. Pequawket wurde im Verlauf von Dummers Krieg (1722–1727) am 8. Mai 1725 durch Captain John Lovewell angegriffen. Lovewell starb in der Schlacht; die Abenaki flohen und brachten sich nach Kanada in Sicherheit. Unter dem Namen New Suncook Plantation wurde das Gebiet vom Massachusetts General Court 1774 an Staatsbedienstete und Soldaten als Anerkennung ihrer Leistungen für den Staat vergeben. Der Ort wurde 1800 als Lovell nach Captain Lovewell benannt.
Der südöstliche Teil von Lovell – der später zum Ort Sweden wurde – wurde 1794 durch Colonel Samuel Nevers aus dem südlicher gelegenen Burlington in Massachusetts besiedelt. Ihm folgten 1795 bis 1796 Benjamin Webber aus Bedford, Jacob Stevens aus Rowley, Andrew Woodbury und Micah Trull aus Tewksbury sowie Peter Holden aus Malden nach. Auf dem Plan, der dem Antrag auf Ortsgründung beilag, wurde dieser südöstliche Teil von Lovell noch als Southland bezeichnet. Die Gründung mit dem Namen Sweden erfolgte am 26. Februar 1813. Es gab Ackerbau, eine Sägemühle und eine Produktionsstätte für Karren.

### Einwohnerentwicklung
| Volkszählungsergebnisse – Town of Sweden, Maine | Volkszählungsergebnisse – Town of Sweden, Maine | Volkszählungsergebnisse – Town of Sweden, Maine | Volkszählungsergebnisse – Town of Sweden, Maine | Volkszählungsergebnisse – Town of Sweden, Maine | Volkszählungsergebnisse – Town of Sweden, Maine | Volkszählungsergebnisse – Town of Sweden, Maine | Volkszählungsergebnisse – Town of Sweden, Maine | Volkszählungsergebnisse – Town of Sweden, Maine | Volkszählungsergebnisse – Town of Sweden, Maine | Volkszählungsergebnisse – Town of Sweden, Maine |
| Jahr                                            | 1800                                            | 1810                                            | 1820                                            | 1830                                            | 1840                                            | 1850                                            | 1860                                            | 1870                                            | 1880                                            | 1890                                            |
| ----------------------------------------------- | ----------------------------------------------- | ----------------------------------------------- | ----------------------------------------------- | ----------------------------------------------- | ----------------------------------------------- | ----------------------------------------------- | ----------------------------------------------- | ----------------------------------------------- | ----------------------------------------------- | ----------------------------------------------- |
| Einwohner                                       |                                                 |                                                 | 249                                             | 487                                             | 670                                             | 696                                             | 728                                             | 549                                             | 474                                             | 338                                             |
| Jahr                                            | 1900                                            | 1910                                            | 1920                                            | 1930                                            | 1940                                            | 1950                                            | 1960                                            | 1970                                            | 1980                                            | 1990                                            |
| Einwohner                                       | 282                                             | 266                                             | 225                                             | 189                                             | 225                                             | 212                                             | 119                                             | 110                                             | 163                                             | 222                                             |
| Jahr                                            | 2000                                            | 2010                                            | 2020                                            | 2030                                            | 2040                                            | 2050                                            | 2060                                            | 2070                                            | 2080                                            | 2090                                            |
| Einwohner                                       | 324                                             | 391                                             | 406                                             |                                                 |                                                 |                                                 |                                                 |                                                 |                                                 |                                                 |

## Wirtschaft und Infrastruktur

### Verkehr
Sweden ist über die State Route 93 erreichbar.

### Öffentliche Einrichtungen
In Sweden gibt es kein eigenes Krankenhaus oder medizinische Einrichtung. Die nächstgelegenen befinden sich in Bridgton, Fryeburg und Norway.
In der Bridgton Road 147 befindet sich die Sweden Historical Society.
Sweden hat keine eigene Bücherei. Die Charlotte Hobbs Memorial Library in Lovell ist die nächstgelegene Bücherei.

### Bildung
Sweden gehört zusammen mit Brownfield, Denmark, Fryeburg, Lovell, Stoneham und Stow zum Maine School Administrative District 72.
Im Schulbezirk werden folgende Schulen angeboten:
- Molly Ockett School in Fryeburg, mit den Schulklassen Kindergarten bis 8. Schuljahr
- Brownfield Denmark Elementary School in Denmark, mit den Schulklassen Kindergarten bis 4. Schuljahr
- New Suncook Elementary School in Lowell, mit den Schulklassen Kindergarten bis 4. Schuljahr